# 朱士信
朱士信（1962年7月—），安徽枞阳人，农工党党员，安徽省政协委员，合肥工业大学教授。

## 生平
1985年本科毕业于安徽师范大学数学系，1988年于中国科学技术大学获硕士学位，同年任教于合肥工业大学。2005年于合肥工业大学获博士学位。曾任合肥工业大学数学学院院长。2008年晋升二级教授。

## 学术贡献
主要从事代数编码理论和密码学研究工作，发表论文200多篇。主持国家十一五、十二五密码规划项目各1项、国家自然科学基金联合基金重点项目1项、国家自然基金面上项目5项。是国家级一流专业负责人、国家级一流课程负责人、国家级精品课程负责人、国家级资源共享课程负责人、国家级教学团队负责人。

## 社会兼职
安徽省政府参事，国家大学数学教学指导委员会委员，中国高等教育学会教育数学理事会副理事长，中国工业与应用数学学会理事，中国密码学会监事，安徽省数学学会副理事长，《密码学报》编委。

## 著作
- 《矩阵理论及应用》（第二作者）（2005年，合肥工业大学出版社）
- 《高等数学》（上、下册）（主编，国家“十一五”规划教材）（2007年，中国电力出版社）
- 《高等数学习题全解指南》（主编，国家“十一五”规划教材配套教材）（2008年，中国电力出版社）
- 《线性代数》（第二作者）（2018年，高等教育出版社）
- 《编码理论及其应用》（2018年，高等教育出版社）

## 奖项和荣誉

### 奖项
- 1996年，获霍英东教育基金会高校青年教师奖（教学类）三等奖
- 2005年，获安徽省教学成果一等奖（第一完成人）
- 2008年，获安徽省教学成果特等奖（第一完成人）
- 2009年，获国家级教学成果二等奖（第一完成人）
- 2010年，获安徽省教学成果一等奖（第一完成人）
- 2012年，获安徽省教学成果一等奖（第一完成人）
- 2017年，获安徽省教学成果一等奖（第一完成人）
- 2018年，获安徽省自然科学一等奖[4]
- 2019年，获安徽省教学重大成就奖
- 2021年，获安徽省教学成果特等奖（第一完成人）

### 荣誉
- 2007年，被评为国家级教学名师
- 2008年，获国务院政府特殊津贴
- 2010年，获合肥工业大学建校65年来历史上“感动工大的十大人物”
- 2012年，被评为国家“万人计划”教学名师
- 2024年，获“全国模范教师”称号[5]